# Joseph Smiths oversættelse af Bibelen
Joseph Smiths oversættelse af Bibelen (også kaldet Den inspirerede udgave af de hellige skrifter) er en omskrivning af Bibelen foretaget af Joseph Smith, grundlæggeren af bevægelsen De sidste dages hellige (Mormonkirken), der fortalte, at omskrivningen "berørte mange vigtige dele, der vedrører menneskets frelse, [som] var blevet fjernet fra Bibelen eller tabt, før den blev samlet". Joseph Smith nåede ikke at færdiggøre omskrivningen inden han døde. På trods af dette er Joseph Smiths oversættelse en del af Kristi Samfunds og andre mindre mormonsekters kanoniske skrifter. Den store mormonkirke, Jesu Kristi Kirke af SDH anser ikke hele Joseph Smiths oversættelse som en del af deres officielle kanon. De har dog udgivet en del af oversættelsen (kaldet Udvalgte dele af Moses’ Bog og Joseph Smith – Matthæusevangeliet) i deres bog Den Kostelige Perle. Ydermere nævner dette trossamfund også nogle andre dele af Joseph Smiths oversættelse i deres engelske udgave af King James Bibel.
At ordet oversættelse bruges om denne version af bibelen, er misvisende i forhold til ordets nutidige betydning, da de ændringer af biblen, som Joseph Smith foretog ikke blev oversat fra et andet sprog, til det han skrev, men ifølge mormonkirkerne blev foretaget på baggrund af modtaget åbenbaring fra Gud. Der findes ingen andre udgaver af biblen, som skriver det samme, som noget af det Joseph Smith tilføjede, fjernede eller ændrede. 
Mormoner mener ikke, at Bibelen findes i en korrekt udgave (bortset fra de dele af biblen, som Joseph Smith oversatte, hvilket nævnes i Mormonkirkens trosartikler. Ifølge Mormons Bog er mange vigtige, klare og tydelige ting fjernet fra især Det Nye Testamente af onde mennesker (se 1. Nefi 13:20-42). Af disse grunde mener mormoner, at Bibelen ikke er så pålidelig som deres andre skrifter. 